# 上侯縣
上侯縣是印度尼西亞西加里曼丹省的一個縣，位於該省中北部，為西加里曼丹省的內陸縣之一，縣治位於卡普阿斯鎮。

## 地理
上侯縣位於西加里曼丹省北部，東北與新當縣相鄰，東接昔加羅縣，南毗道房縣，西南與古烏拉雅縣毗鄰，西連萬那縣，西北與孟加影縣相鄰，北與馬來西亞砂拉越州古晉省古晉縣及西連省打必祿縣、西連縣接壤，印尼最長河流卡普阿斯河流經此縣。

## 行政區劃
上侯縣縣治為卡普阿斯鎮，該縣轄15個鎮。
1. 巴來鎮
2. Beduai
3. Bonti
4. 恩帝岡鎮
5. 影庚鎮
6. 上侯鎮
7. 甘巴燕鎮
8. 美寮鎮
9. 巫角鎮
10. Noyan
11. 巴林盧鎮
12. 斯加簷鎮
13. 戴燕鎮
14. 上戴燕鎮
15. 多巴鎮